# Sigrid Wolf
Sigrid Wolf (* 14. Februar 1964 in Breitenwang) ist eine ehemalige österreichische Skirennläuferin. Ende der 1980er Jahre gehörte sie zu den erfolgreichsten Athletinnen in den Disziplinen Abfahrt und Super-G. Sie wurde je einmal Olympiasiegerin und Vizeweltmeisterin, darüber hinaus gewann sie fünf Weltcuprennen.

## Biografie
Ihr erstes Weltcup-Rennen bestritt Wolf am 18. Dezember 1981, wobei sie, noch dem Jugendkader angehörend, bei der Abfahrt in Saalbach-Hinterglemm auf Anhieb (und dies mit Startnummer 60) den dritten Platz erreichte. In den folgenden Jahren blieben weitere Podestplatzierungen zwar zunächst aus, doch sie erwies sich als konstante Athletin und platzierte sich regelmäßig unter den besten Zehn. Bei den Weltmeisterschaften 1985 in Santa Caterina erreichte sie den vierten Platz in der Abfahrt, wobei sie auf Ariane Ehrat und Katharina Gutensohn, die sich zeitgleich den zweiten Platz teilten, lediglich eine Hundertstelsekunde einbüßte.
In der Weltcupsaison 1986/87 blieb das Frauenteam des ÖSV während fast vier Monaten ohne Sieg, bis Sigrid Wolf am 13. und 14. März die beiden Abfahrten in Vail gewinnen konnte. Zum Auftakt der Weltcupsaison 1987/88 war sie auch im Super-G von Sestriere erfolgreich und beinahe fünf Jahre nach der Einführung dieser Disziplin überhaupt die erste Dame des ÖSV, der im nunmehr 19. Super-G der Weltcup-Geschichte ein Sieg gelang. Aufgrund der „Stecknadelaffäre“ im Super-G von Lech am 9. Jänner 1988, wurde ihr nachträglich ein weiterer Sieg aberkannt und die Schweizerin Zoë Haas zur Siegerin erklärt. Mehrere Österreicherinnen hatten ihre recht großen und viel Luftwiderstand erzeugenden Startnummern mit einer Stecknadel am Skianzug fixiert. Weil dieser Umstand aber für alle Läuferinnen gleich war, konnten die Stecknadeln nicht geduldet werden.
Wenige Wochen später gewann Wolf bei den Olympischen Spielen 1988 in Calgary vor Michela Figini und Karen Percy die Goldmedaille im Super-G. Damit war sie die erste Olympiasiegerin in dieser neuen Disziplin. Wie schon im Vorjahr wurde sie als Österreichs Sportlerin des Jahres geehrt. Bei den Weltmeisterschaften 1989 in Vail gewann sie hinter Ulrike Maier in einer äußerst knappen Entscheidung die Silbermedaille im Super-G. Ende Februar siegte sie im Super-G von Steamboat Springs und belegte damit hinter Carole Merle den zweiten Rang im Disziplinenweltcup.
Einen letzten Weltcupsieg im Super-G errang Wolf im Jänner 1990 in Santa Caterina. Nach einem Bänderriss im Januar 1991 und erneuten Verletzungen im November 1991 beendete sie ihre Karriere, wobei sie das Saisonfinale 1991/92 nutzte, um sich offiziell zu verabschieden.
Nach ihrer Sportkarriere eröffnete sie ein Fitness-Studio und wurde Sportlehrerin an der Fachschule für Kunsthandwerk und Design in Elbigenalp.

## Erfolge

### Olympische Spiele
- Calgary 1988: 1. Super-G

### Weltmeisterschaften
- Bormio 1985: 4. Abfahrt, 19. Kombination
- Crans-Montana 1987: 7. Super-G, 15. Abfahrt
- Vail 1989: 2. Super-G, 28. Abfahrt

### Junioreneuropa- und Weltmeisterschaften
- Škofja Loka 1981: 10. Abfahrt
- Auron 1982: 5. Kombination, 6. Abfahrt, 10. Riesenslalom, 21. Slalom

### Weltcupwertungen
| Saison  | Gesamt | Gesamt | Abfahrt | Abfahrt | Super-G | Super-G | Riesenslalom | Riesenslalom | Kombination | Kombination |
| Saison  | Platz  | Punkte | Platz   | Punkte  | Platz   | Punkte  | Platz        | Punkte       | Platz       | Punkte      |
| ------- | ------ | ------ | ------- | ------- | ------- | ------- | ------------ | ------------ | ----------- | ----------- |
| 1981/82 | 39.    | 26     | 14.     | 24      | –       | –       | 38.          | 2            | –           | –           |
| 1982/83 | 49.    | 16     | 23.     | 16      | –       | –       | –            | –            | –           | –           |
| 1983/84 | 68.    | 8      | 30.     | 8       | –       | –       | –            | –            | –           | –           |
| 1984/85 | 47.    | 22     | 19.     | 24      | –       | –       | –            | –            | –           | –           |
| 1985/86 | 16.    | 93     | 15.     | 35      | 10.     | 24      | 17.          | 24           | 22.         | 10          |
| 1986/87 | 9.     | 119    | 5.      | 61      | 8.      | 35      | 14.          | 23           | –           | –           |
| 1987/88 | 10.    | 110    | 6.      | 55      | 5.      | 36      | 14.          | 19           | –           | –           |
| 1988/89 | 10.    | 119    | 13.     | 28      | 2.      | 71      | 16.          | 20           | –           | –           |
| 1989/90 | 9.     | 133    | 12.     | 33      | 3.      | 73      | 15.          | 27           | –           | –           |
| 1990/91 | 34.    | 45     | 34.     | 5       | 6.      | 30      | 20.          | 10           | –           | –           |

### Weltcupsiege
| Datum             | Ort               | Land    | Disziplin |
| ----------------- | ----------------- | ------- | --------- |
| 13. März 1987     | Vail              | USA     | Abfahrt   |
| 14. März 1987     | Vail              | USA     | Abfahrt   |
| 28. November 1987 | Sestriere         | Italien | Super-G   |
| 25. Februar 1989  | Steamboat Springs | USA     | Super-G   |
| 27. Jänner 1990   | Santa Caterina    | Italien | Super-G   |

### Österreichische Meisterschaften
- Zwei österreichische Staatsmeistertitel (Super-G und Riesenslalom 1987)

## Auszeichnungen
- Österreichs Sportlerin des Jahres: 1987 und 1988
- Goldenes Ehrenzeichen für Verdienste um die Republik Österreich: 1996